# Atlas (meubles)
Pour les articles homonymes, voir Atlas.
Atlas est le nom d'un détaillant de mobilier et d'objets de décoration français créé en 1972 par Pierre et Paul Rapp. La chaîne de magasins disposait en France de 36 magasins et de 3 magasins au Maroc.

## Histoire
Le premier magasin a ouvert à Besançon en 1973. L'enseigne déploie un nouveau concept en 2006 dans l'est de la France avant se mettre en place dans le reste du pays. L'enseigne ouvre son 52e point de vente le 22 mars 2012 à Hénin-Beaumont, la dernière ouverture remontant en 2006. Le groupe Mobilier Européen relance Atlas en s'orientant vers un concept pour la franchise. L'enseigne compte quatre unités au Maroc en janvier 2013 où elle continue son expansion.
En septembre 2014, la société Mobilier Européen propriétaire de 249 magasins sous enseignes Atlas, Fly et Crozatier est placée en redressement judiciaire. Certains magasins sont repris et d'autres ferment,.
Aujourd'hui, les magasins Atlas se nomment désormais Atlas Home/.